# La casa de la Troya

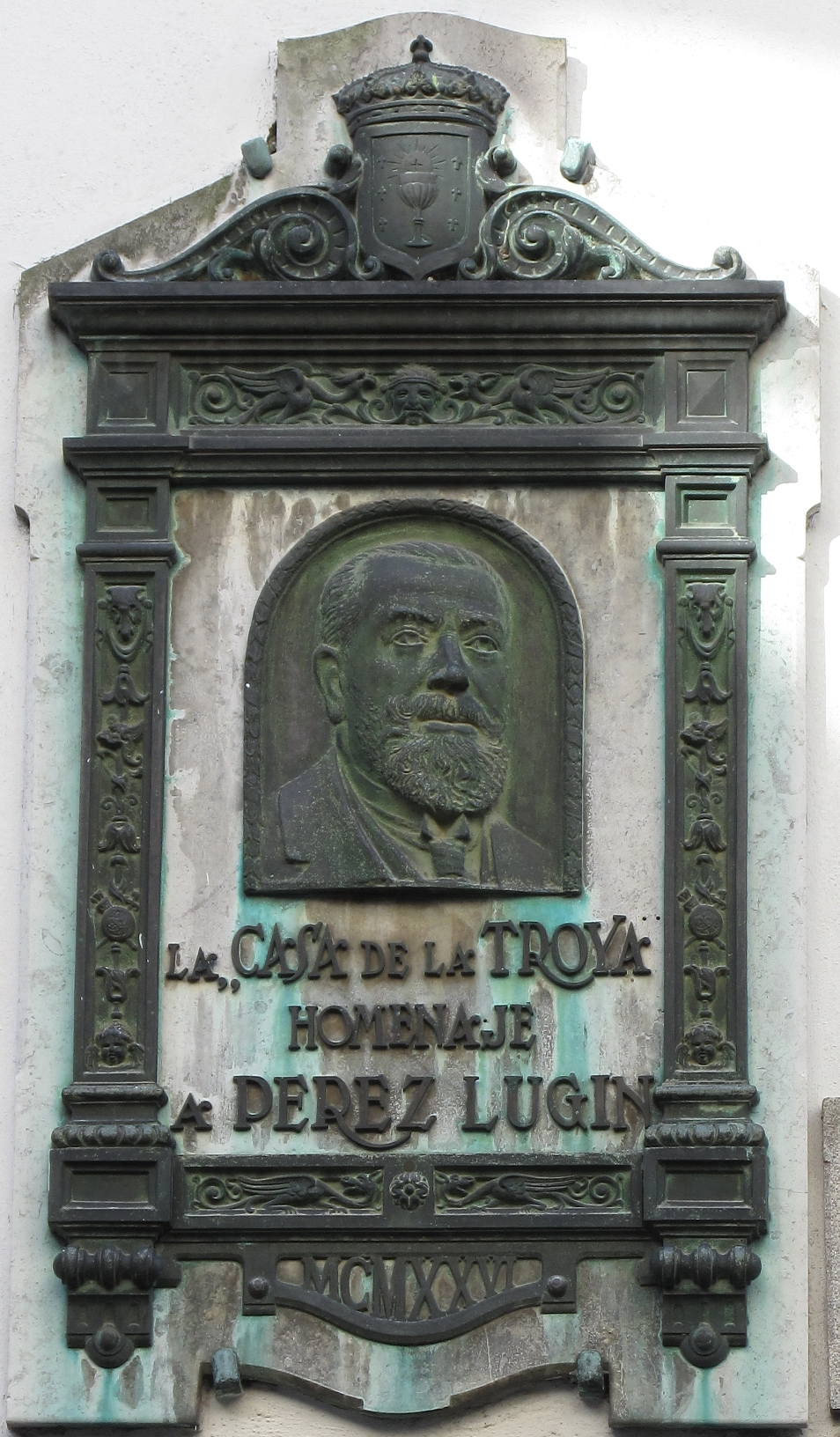
Placca commemorativa apposta sulla facciata della Casa de la Troya, a Santiago de Compostela.

La casa de la Troya è l'opera prima dello scrittore e giornalista spagnolo Alejandro Pérez Lugín, il quale dovette faticare non poco per ottenere il consenso di un editore, dato che in quel periodo l'interesse era concentrato su opere che riguardassero la prima guerra mondiale. Pubblicato per la prima volta nel 1915, divenne presto un grande successo sia di pubblico che di critica, tanto che, nel 1917, la Accademia Reale Spagnola assegnò al suo autore il Premio Fastenrath.
Tra il 1925 ed il 1965 di questo romanzo furono realizzati ben sei adattamenti cinematografici, sia in Spagna che a Hollywood, il primo dei quali con la regia dello stesso Pérez Lugín e di Manuel Noriega.

## Trama
Il romanzo, caratterizzato da forti tratti autobiografici, parla delle esperienze di Gerardo Roquer, uno studente madrileño di Diritto che il padre decide di mandare a terminare gli studi a Santiago di Compostela.
Qui scopre una vita diversa da quella a cui era abituato ed impiega un po' di tempo per ambientarsi e fare nuove amicizie. Si inserisce nel ritmo universitario e fa delle nuove esperienze con gli amici; ciò lo porterà a conoscere una giovane del posto, Carmiña Castro Retén, della quale si innamorerà e questo fatto risulterà per lui determinante.

## Caratteristiche narrative
Pérez Lugín, grazie all'utilizzo di alcuni termini galleghi inseriti nei dialoghi e nelle descrizioni, riesce a rendere l'idea dei tratti fondamentali delle culture, dei luoghi e dei tempi in cui sono ambientate le vicende. Per questo è importante ricordare come a questo romanzo siano preceduti due racconti "Historias viejas" del 1904 e "Venganza" del 1906 entrambi ambientati in Galizia, grazie ai quali l'autore ebbe modo di studiare lo stile più appropriato da adottare.
La narrazione della storia d'amore del protagonista fa sì che alcune parti di quest'opera possano essere avvicinate al genere del romanzo rosa.